# Jag är lagen (film, 1938)
Jag är lagen (engelska: I Am the Law) är en amerikansk långfilm från 1938 i regi av Alexander Hall, med Edward G. Robinson, Barbara O'Neil, John Beal och Wendy Barrie i rollerna.

## Handling
John Lindsay (Edward G. Robinson) är juridikprofessor i New York. Han blir tillfrågad av guvernörens man, Eugene Ferguson (Otto Kruger), att bli en specialåklagare mot korruption i staden. Men det Lindsay inte vet är att Fergusson samarbetar med gangstrarna.

## Rollista
| Edward G. Robinson | – John Lindsay              |
| Barbara O'Neil     | – Jerry Lindsay             |
| John Beal          | – Paul Ferguson             |
| Wendy Barrie       | – Frances 'Frankie' Ballou  |
| Otto Kruger        | – Eugene Ferguson           |
| Arthur Loft        | – Tom Ross                  |
| Marc Lawrence      | – Eddie Girard              |
| Douglas Wood       | – Åklagare Bert Beery       |
| Robert Middlemass  | – Moss Kitchell             |
| Ivan Miller        | – Kriminalinspektör Gleason |
| Charles Halton     | – George Leander            |
| Louis Jean Heydt   | – J.W. Butler               |
| Fay Helm           | – Mrs. Butler               |

## Bakgrund
Filmen bygger löst på den riktiga New York-åklagaren och senare presidentkandidaten Thomas E. Dewey.